# アフィン多様体

で与えられる平面3次曲線

代数幾何学において，代数閉体 k 上のアフィン多様体（あふぃんたようたい，英: affine variety）とは，n 次元アフィン空間 kn において，k 係数の n 変数の多項式の素イデアルを生成する有限族の零点集合である．素イデアルを生成するという条件を外したときの集合は（アフィン）代数的集合と呼ばれる．アフィン多様体のザリスキ開部分多様体は準アフィン多様体と呼ばれる．
X が素イデアル I によって定義されるアフィン多様体のとき，商環
{\displaystyle k[x_{1},\ldots ,x_{n}]/I}
は X の座標環と呼ばれる．この環はちょうど X 上のすべての正則関数がなす集合である．言い換えると，X の構造層の大域切断の空間である．セールの定理はアフィン多様体のコホモロジー的特徴づけを与える．定理により代数多様体がアフィンであることと
{\displaystyle H^{i}(X,F)=0}
がすべての i > 0 と X 上のすべての準連接層 F に対して成り立つことは同値である（cf. カルタンの定理 B）．したがってアフィン多様体のコモロジーの研究は存在せず，直線束のコホモロジー群が中心的関心事である射影多様体とは非常に対照的である．
アフィン多様体は代数多様体の局所チャートの役割を果たす，つまり，射影多様体のような一般の代数多様体はアフィン多様体を貼り合わせることで得られる．多様体に付随する線型構造も（自明に）アフィン多様体である．例えば，接空間や，代数的ベクトル束のファイバーなど．
アフィン多様体は，圏同値の違いを除いて，アフィンスキームすなわち環のスペクトルの特別な場合である．複素幾何学において，アフィン多様体はシュタイン多様体の類似である．

## 導入
アフィン代数多様体を記述する最も具体的な視点は，代数閉体 k に係数を持つ多項式方程式系の k での解の集合と考えるものである．より正確には，{\displaystyle m}個の k 係数の多項式を{\displaystyle f_{1},\ldots ,f_{m}} とすると，それらはアフィン多様体（あるいはアフィン代数的集合）
{\displaystyle V(f_{1},\ldots ,f_{m})=\left\{(a_{1},\ldots ,a_{n})\in k^{n}\mid f_{1}(a_{1},\ldots ,a_{n})=\cdots =f_{m}(a_{1},\ldots ,a_{n})=0\right\}}
を定義する．ヒルベルトの零点定理により，多様体の点は，その座標環すなわち k 代数 {\displaystyle R=k[x_{1},\ldots ,x_{n}]/\langle f_{1},\ldots ,f_{m}\rangle } の極大イデアルと，写像 {\displaystyle (a_{1},\ldots ,a_{n})\mapsto \langle {\overline {x_{1}-a_{1}}},\ldots ,{\overline {x_{n}-a_{n}}}\rangle ,} により1対1に対応する．ここで {\displaystyle {\overline {x_{i}-a_{i}}}} は多項式 {\displaystyle x_{i}-a_{i}} の商環 R における像を表す．スキーム論において，この対応は素イデアルに拡張されアフィンスキーム Spec(R) が定義され，これは圏同値を通して多様体と同一視できる．
座標環 R の元は多様体上の正則関数や多項式関数とも呼ばれる．それらは多様体上の正則関数環 (ring of the regular functions) あるいは単に多様体の環 (ring of the variety) をなす．実際，元 {\displaystyle {\overline {f}}\in R} は多項式 {\displaystyle f\in k[x_{1},\ldots ,x_{n}]} の像であり，f は kn から k への関数を定義する．f の多様体への制限は，商によって {\displaystyle {\overline {f}}} に写される多項式 f の取り方に依らない．
多様体の次元は任意の多様体や代数的集合に付随する整数であり，その重要性はその同値な定義の多さにある（代数多様体の次元を参照）．

## 構造層
アフィン多様体は以下に記述する構造層を備えて局所環付き空間である．
アフィン多様体 X とその座標環 A が与えられると，k 代数の層 {\displaystyle {\mathcal {O}}_{X}} を {\displaystyle {\mathcal {O}}_{X}(U)=\Gamma (U,{\mathcal {O}}_{X})} を U 上の正則関数の環とすることで定義する．
A の各元 f に対して D(f) = { x | f(x) ≠ 0 } とおく．それらは X の位相の基底をなすので，{\displaystyle {\mathcal {O}}_{X}} は開集合 D(f) での値によって決まる（加群の層#加群に付随する層も参照）．
重要な事実は，本質的にヒルベルトの零点定理による次の主張である：
主張 ― {\displaystyle \Gamma (D(f),{\mathcal {O}}_{X})=A[f^{-1}]} が任意の f ∈ A に対して成り立つ．
主張は，まず第一に，X が「局所環付き」空間であることを導く，なぜならば
{\displaystyle {\mathcal {O}}_{X,x}=\varinjlim _{f(x)\neq 0}A[f^{-1}]=A_{{\mathfrak {m}}_{x}}}
だからである，ただし {\displaystyle {\mathfrak {m}}_{x}=\{f\in A|f(x)=0\}}. 第二に，主張は {\displaystyle {\mathcal {O}}_{X}} が層であることを導く．実際，関数が D(f) 上（点ごとに）正則であれば，主張により D(f) の座標環に属さなければならない．つまり，「正則性」は貼り合わせることができる．
したがって，{\displaystyle (X,{\mathcal {O}}_{X})} は局所環付き空間である．